# Palatul Național al Românilor din Cernăuți

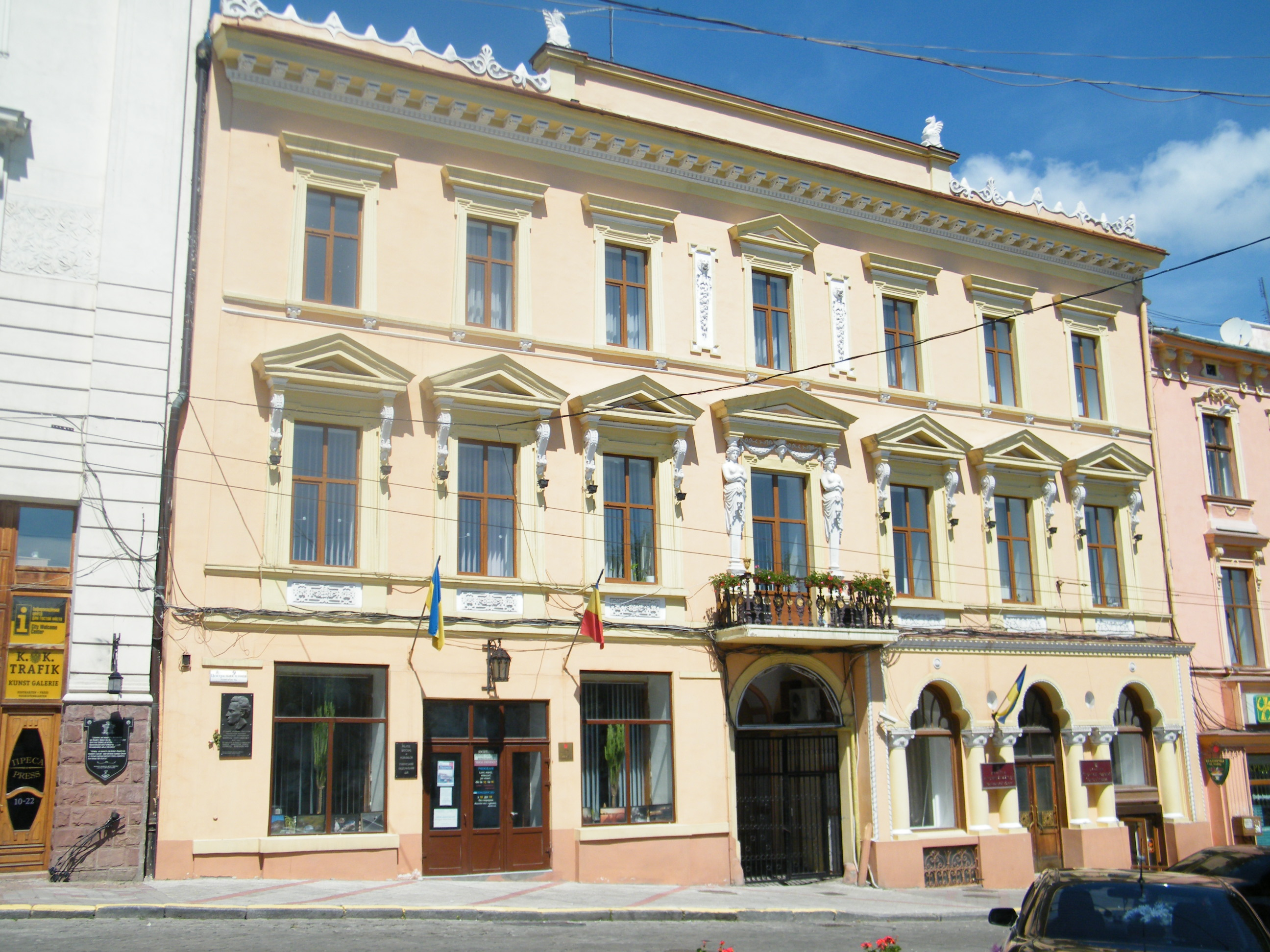
Actualul Palat Național al Românilor. Clădirea finisată în 1940, care pentru o scurtă perioadă (1941–44) a servit comunității românești, în prezent găzduiește unele servicii publice ale orașului.

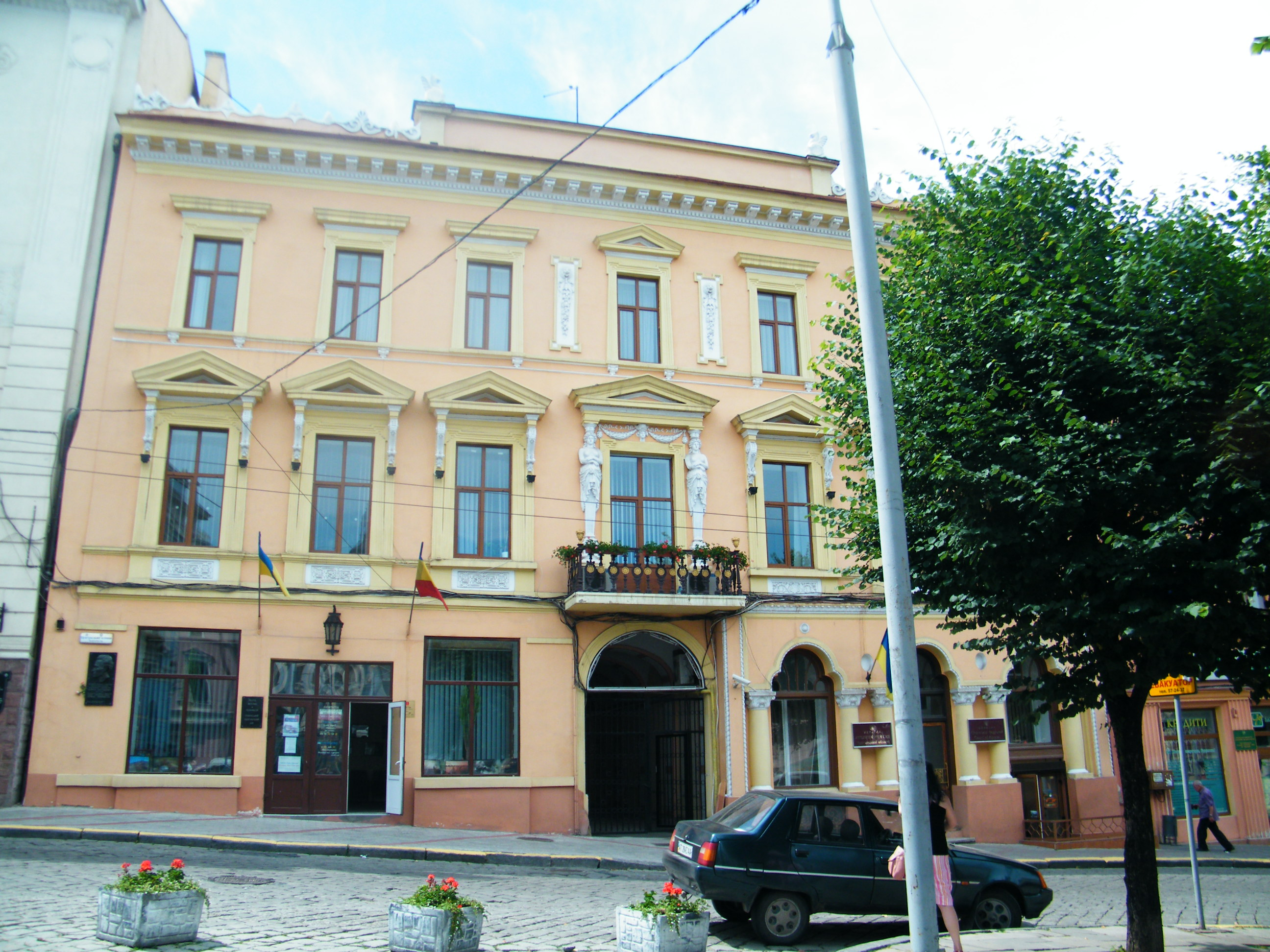

Palatul Național al Românilor din Cernăuți este o clădire care a devenit la sfârșitul secolului al XIX-lea centrul vieții culturale și sociale a românilor din Cernăuți și din Bucovina.

## Cronologia Palatului din 1940

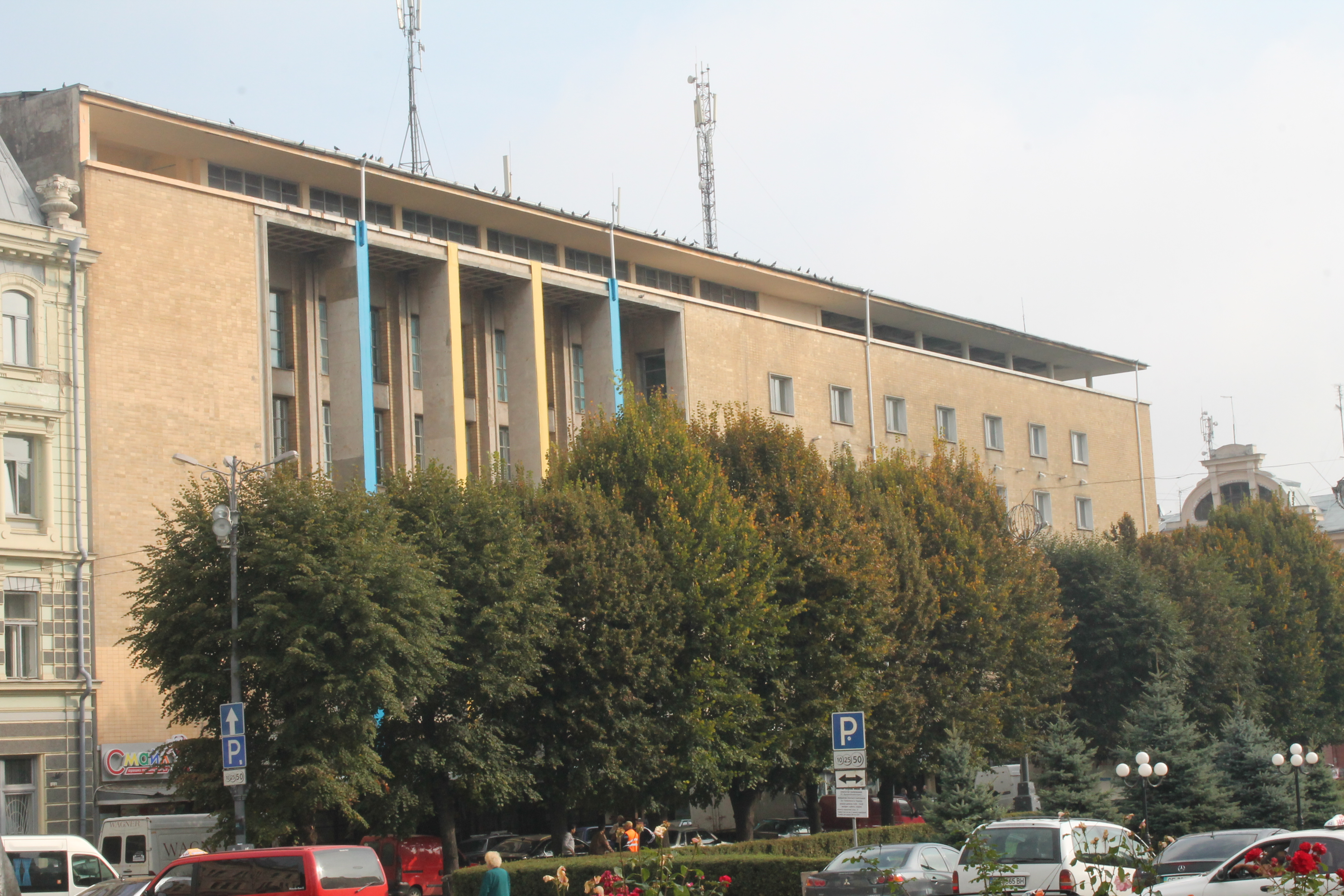
Noul Palat Național al Românilor, arhitect Horia Creangă

- Primul proiect (nerealizat) al palatului (din timpul celui de-al doilea război mondial) – începutul anilor 1920, de Duiliu Marcu în stil (neo)românesc;
- Sfințirea șantierului – 4 iulie 1937;
- Punerea pietrei de temelie – 26 octombrie 1937;
- Finalizarea lucrărilor – începutul anului 1940;
- „Societatea...” se instală în noul său sediu – mai 1940;
- Ocupația sovietică a Bucovinei de Nord – iunie 1940;
- Eliberarea Bucovinei de Nord de către trupele româno-germane – iulie 1941;
- „Societatea...” își inaugurează oficial activitatea în noul său palat – 7 decembrie 1941;
- Expoziția „Bucovina Reîntregită” – 1 noiembrie 1942, vizitată de regele Mihai I și regina-mamă Elena;
- Reocuparea Bucovinei de către sovietici – 1944.

## Legături externe
- Palatul Cultural al Românilor din Cernăuți | Istoric
- Palatul Cultural-Național (al românilor), Cernăuți în imagini
- Palatul Național Român din Cernăuți | Imagini Arhivat în 20 aprilie 2016, la Wayback Machine.
- Amplasarea palatului în oraș la wikimapia.org